# Japanostrangalia
Japanostrangalia is een kevergeslacht uit de familie van de boktorren (Cerambycidae). De wetenschappelijke naam van het geslacht werd voor het eerst geldig gepubliceerd in 1959 door Nakane & Ohbayashi.

## Soorten
Japanostrangalia omvat de volgende soorten:
- Japanostrangalia basiplicata (Fairmaire, 1889)
- Japanostrangalia dentatipennis (Pic, 1901)
- Japanostrangalia yamasakii (Mitono, 1936)